# The Rules of Attraction (novela)
The Rules of Attraction es una comedia negra y novela satírica de Bret Easton Ellis publicada en 1987. La novela se centra en un grupo de  estudiantes universitarios ruidoso y, a menudo, sexualmente promiscuo, en una universidad de artes liberales en Nuevo Hampshire de 1980, centrándose principalmente en tres de ellos, que se encuentran en un triángulo amoroso. La novela está escrita en primera persona y la historia es contada desde el punto de vista de los distintos personajes.
El libro fue adaptado en una película del mismo nombre en el 2002. Ellis mismo ha comentado que, de todas las adaptaciones cinematográficas de sus libros, The Rules of Attraction fue la que estuvo más cerca de capturar su estilo y recrear el mundo que había creado en sus novelas.

## Resumen de la trama
La novela está escrita en primera persona, continuando con la estética del libro anterior de Ellis Less Than Zero, y se cuenta desde los puntos de vista de varios personajes. Los principales narradores son tres estudiantes: Paul, Sean, y Lauren. Una multitud de otros personajes también proporcionan información de primera mano a lo largo de la historia, que se desarrolla en el ficticio Camden College, una escuela de artes liberales en la costa este de los Estados Unidos. Los tres personajes principales (que rara vez asisten a clase) terminan en un triángulo amoroso después de una sucesión de eventos que incluyen el consumo de distintas sustancias controladas y fiestas.
La historia comienza a la mitad de una oración (la primera palabra del libro es "y") con el fin de dar la impresión que el libro empieza en lugar cerca de la mitad de la historia, en lugar de a un verdadero comienzo. Otra interpretación es que la historia no cuenta con un principio ni un final, representando el ciclo sin fin de libertinaje en la que los personajes de la novela se involucran. Esto es, a veces, confundido por los lectores como un error tipográfico o el resultado de una página que falta, pero fue deliberadamente hecho por Ellis. La novela termina de una manera similar, con la última frase interrumpida antes de que termine.

## Personajes

### Sean Bateman
Sean es un estudiante de veintiún años de edad, procedente de una familia acomodada. Es muy promiscuo y abusa de sustancias controladas, además de traficar de drogas. Inicia una relación sentimental con Lauren, una mujer que él considera ser su verdadero amor. También se da a entender que Sean es bisexual, ya que, al parecer, se involucra en una relación sexual con Paul Denton. Sin embargo, se deja ambiguo si estos encuentros son reales o simplemente un producto de la imaginación de Paul; Paul relata los incidentes sexuales entre él y Sean, mientras que este tipo de incidentes están ausentes de la propia narración de Sean.No obstante cerca del final del libro Sean acusa a Paul de haber arruinado su amistad con sexo. En marzo de 2012, Ellis dijo a través de su Twitter que Sean es, de hecho, gay, aunque en un Reddit AMA en mayo del 2013, aclaró que esta declaración anterior fue "sólo un Tweet".
Sean es un personaje amargado y cínico, y es propenso al auto-odio. Intenta suicidarse en múltiples puntos en el libro, primero ahorcándose, después tratando de cortar sus muñecas con una navaja sin filo, y luego con una sobredosis después de una pelea con Lauren. Un argumento secundario, importante en la novela, es la deuda de Sean a Rupert, un violento traficante de drogas que a menudo amenaza con matarlo. El personaje es el hermano del famoso Patrick Bateman y también ha aparecido en otras novelas de Ellis, American Psycho,  The Informers y Glamorama.

### Lauren Hynde
Lauren es una pintora y poeta que tiene relaciones sexuales con varios hombres en la escuela, aún extrañando a su exnovio Victor, quién dejó Camden y se dirigió a Europa. Ella se encuentra menudo deprimida y muy emocional y está en su último año en Camden. 
Al principio de la novela, se revela que Lauren perdió su virginidad en una fiesta durante su primer año en Camden, donde ella terminó intoxicada que se desmayó en la cama con otro estudiante solo para despertar y encontrarse a sí misma siendo violada por un par de pueblerinos. Ella entra en una relación sentimental con Sean Bateman a la mitad del libro, a pesar de que desprecia Sean y considera a la relación como una manera de pasar el tiempo antes de que Victor regrese de Europa. Ella también estaba en una relación con Paul antes de ocurrir los acontecimientos del librito. El personaje reaparece como un personaje principal en Glamorama, en la que se reencuentra con Victor después de haberse convertido en un modelo y actriz de éxito.

### Paul Denton
Paul es un joven bisexual que solía salir con Lauren. Está muy atraído por Sean y afirma que en la cama Sean es "un animal salvaje", pero estos encuentros, descritos a fondo por Paul, están totalmente ausentes de las narraciones de Sean. Por ejemplo: en la noche que Paul describe su primer encuentro sexual con Sean después de que los dos hablan en la habitación de Paul, Sean escribe que él simplemente se fue a casa después de hablar con Paul, por lo tanto, las dos entradas se contradicen entre sí. Los verdaderos detalles de esta relación siguen siendo ambiguos y abiertos a la interpretación del lector. Paul también tuvo relaciones sexuales con otros dos personajes importantes, Mitchell y Richard (Dick). Paul es muy inteligente y apasionado, pero suele estos hechos durante el curso de la seducción. Varios personajes del libro notan más sobre su atractivo físico, conformado por las características romanas de su apariencia y su suave cabello rubio. La relación entre Paul y su madre, Eva, es compleja; ella anhela estar cerca de él, pero es fría ante la promiscuidad de Paul, lo que, a su vez, alimenta su animosidad.

### Personajes secundarios
- Victor Johnson

El novio de Lauren. Victor se marchó para viajar por Europa. Durante su estancia en Europa, tiene relaciones sexuales con muchas personas y abusa de muchos medicamentos. Sus entradas consisten en largas diatribas describiendo sus aventuras. Lauren espera ansiosamente su regreso, sin embargo cuando Victor regresa a New Hampshire no está interesado en verla en absoluto. Él es el personaje principal de la novela Ellis,Glamorama.
- Clay

El protagonista de Less Than Zero, también conocido como "el chico de Los Ángeles", narra un capítulo de la novela. Sus líneas inician con "La gente tiene miedo de...". Aún infeliz en Camden, Clay irónicamente anhela regresar a su casa a Los Ángeles; deseando lo contrario en Less Than Zero.
- Rupert Guest

Un narcotraficante violento y proveedor de Sean. Un argumento secundario importante en el libro es la deuda que Sean tiene con él.
- Richard "Dick" Jared

Un viejo amigo de Paul Denton de que asiste al Sarah Lawrence College. Ambos tienen una relación informal.
- Patrick Bateman

El hermano mayor de Sean, un inversionista mucho más centrado y exitoso que Sean. Los hermanos se detestan mutuamente por sus diferentes puntos de vista y enfoques sobre la vida. Él narra un capítulo de la novela y regresa siendo el protagonista de la siguiente novela de Ellis, American Psycho, en la que se revela que es un asesino en serie.
- Admiradora de Sean

Un estudiante sin nombre (aunque su nombre es probablemente Mary) que envía cartas de amor anónimas a Sean. Sus entradas en el libro son cartas escritas en letra cursiva dirigidas a Sean. Ella esperaba revelar su identidad a Sean en una fiesta a mitad del libro, pero cuando lo ve salir con Lauren, se le rompe el corazón y se suicida en una bañera cortándose las muñecas.
- Bertrand

Compañero de habitación de Sean, a quien desprecia. Sean se refiere continuamente a él como "La Rana". Él está enamorado de Lauren y narra una sección del libro totalmente en francés. También aparece en Glamorama en donde siente un intenso odio por Victor a causa de la angustia que le había causado Lauren.
- Stuart

Un estudiante que se mueve a la habitación frente a la de Paul Denton. Anteriormente se había enamorado de Paul cuando compartieron una clase de teatro, de la que Stuart posteriormente se retiró después de estropear una escena con Paul. Más tarde encontrarse con Paul mientras camina por el pasillo, y espera (sin éxito) para verlo en la fiesta a la mitad del libro.
- Mitchell Allen

Un romance anterior de Paul que decidió esconder su homosexualidad. Más tarde vuelve a aparecer en la novela de Ellis Lunar Park.
- Roxanne

Un amigo de Lauren que, como Sean, obtiene drogas de Rupert. Roxanne sale con Rupert en la novela y Sean dice que él, también, salía con ella en algún punto.
- Judy

Un amigo de Lauren que se acuesta con Sean después de una fiesta, evento que arruina la relación entre Sean y Lauren.

## Localización de la novela
La historia se sitúa en la universidad ficticia Camden College, una universidad de artes liberales de noreste de Nuevo Hampshire. En muchos sentidos, Camden refleja el alma mater de Ellis, Bennington College, y el colegio Hampden College, el lugar donde ocurre la novela de Donna Tartt, The Secret History. Ambos libros contienen referencias sobre las líneas y los personajes del otro. Tartt menciona el suicidio de una chica de primer año, mientras que Ellis menciona repetidamente a un grupo de estudiantes que "se visten como enterradores" y de quienes se sospecha que realizan rituales paganos y asesinan campesinos. También se menciona de una "buena chica de Rockaway" en una de las narraciones de Lauren. Esta es, posiblemente, Alex de la novela de Jill Eisenstadt, From Rockaway, quien asistió a Camden College en la novela.

## Película
The Rules of Attraction fue adaptada en una película del mismo nombre en 2002. Fue dirigida por Roger Avary e interpretada por James Van Der Beek como Sean, Shannyn Sossamon como Lauren, Ian Somerhalder como Paul y Kip Pardue como Victor.

## Audiolibro
En 2009, Audible.com produjo una versión en audio de The Rules of Attraction como parte de su línea de audiolibros Modern Vanguard.